# Clarenville
Clarenville es un pueblo canadiense situado en la provincia de Terranova y Labrador.

## Superficie
Clarenville tiene una superficie de 139,91 km².

## Demografía
En 2021, tenía 6704 habitantes, una densidad poblacional de 47,9 hab./km², y 3123 viviendas.